# Severianos

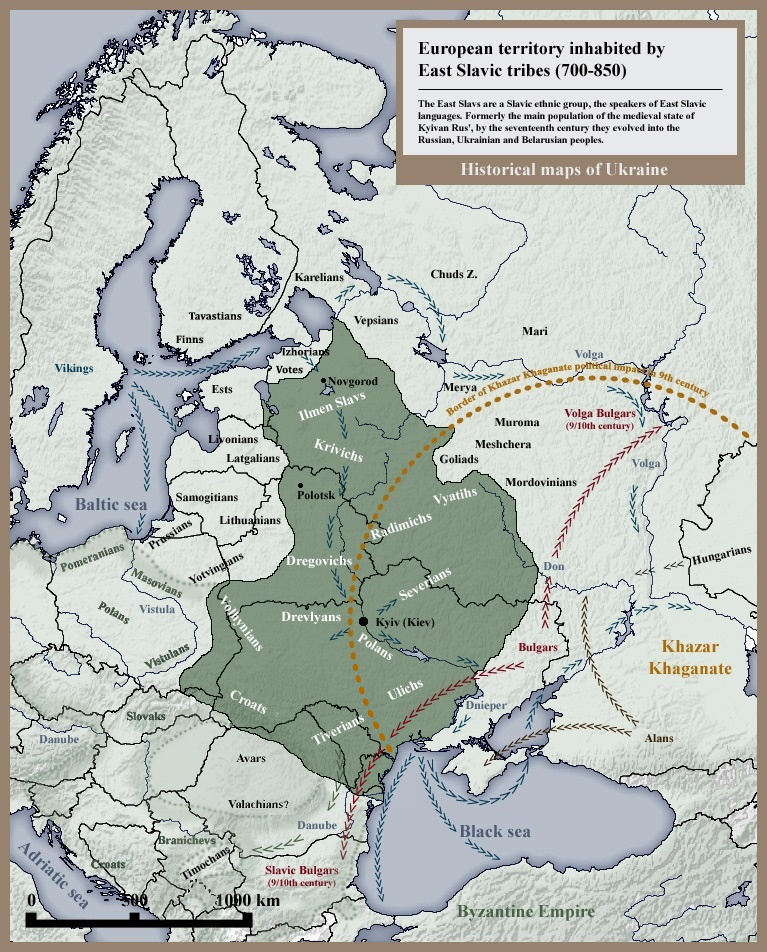
Território europeu habitado pelas tribos eslavas orientais nos séculos VIII e IX

Sevérios (em latim: Severii; russo:  Северяне; em ucraniano:  Сiверяни) é uma tribo ou confederação tribal de eslavos orientais primitivos e que habitava a região a leste do médio Dniepre, na área da bacia dos rios Desna, rio Seim e Sula, uma região de cultura arqueológica Romny.

## Etimologia
A etimologia do nome dos severianos é controversa. O nome da região de Severia originou-se das tribos eslavas. Uma hipótese propõe derivação da palavra eslava para "norte" (Север, transl. sěver;homens do norte ). Mas os severianos jamais foram a tribo eslava mais setentrional. 
Outra teoria propõe uma derivação iraniana do nome dado à tribo sármata, Seuer (seu significando "negro").
Outros  estudiosos argumentam, com base na Carta de Kiev (c. 930), que os judeus chamavam essa tribo de Sawarta - palavra escrita, em hebraico, como SWRTH, e lida como Sur'ata ou Sever'ata, por derivação do eslavo sirota ("órfão"; possivelmente significando, na carta,  "convertido"). Outros defendem que o nome "severiano" viria do magiar savarti ("negro"; possivelmente por empréstimo do proto-guermânico swartaz). Com base nos escritos do Geógrafo Bávaro, outros conectam o etnônimo aos zuierani aos zeriuani, aos sebbirozi ou, mais provavelmente, aos sabires).

## História
Eles eram vizinhos das tribos dos viatiques e radimiques ao norte e dos drevlianos e polanos orientais a oeste. As fronteiras sul e leste do território tribal jamais foram ocupadas de maneira permanente e ele podia se estender por alguns períodos até o rio Donets.[carece de fontes?]
A existência dos severianos como uma unidade política pode ser comprovada no período do século VIII ao XI. Eles foram tributários dos cazares nos séculos VIII e IX, foram anexados por Olegue de Novogárdia ao estado da Rússia de Quieve juntamente com os polanos orientais no final do século IX e participaram da campanha de Olegue contra Constantinopla em 907. No final, eles acabaram incorporados ao Principado de Czernicóvia e eles despareceram do registro histórico depois de 1024[a]
Os severianos foram mencionados principalmente pelo Geógrafo Bávaro, por Constantino VII Porfirogênito, pelo grão-cã cazar José (c. 960) e pela Crônica Primária.[carece de fontes?]
As principais cidades severianas foram Czernicóvia, Curscha e Novogárdia Sevéria. Arqueólogos também encontraram diversos assentamentos rurais do período severiano e túmulos, com corpos cremados.[carece de fontes?]
Uma parte da tribo migrou para o sudoeste e se assentou na região ao sul da planície da Panônia (Banato), onde os severianos se misturaram aos sérvios; outra parte foi para o sul dos Cárpatos. A nome da região de Severino, do Reino da Hungria medieval, situada a sudeste de Banato, é uma referência aos severianos.[carece de fontes?]